# Электро-Л
«Электро-Л» (ГГКК, сокр. от Геостационарный Гидрометеорологический Космический Комплекс) — серия российских спутников гидрометеорологического обеспечения второго поколения. Будет обеспечивать многоспектральную съёмку всей наблюдаемой поверхности Земли, в видимом и инфракрасном диапазоне.
Серия разрабатывается с 2001 года в НПО имени С. А. Лавочкина по заданию Роскосмоса и Росгидромета как российский вклад во всемирную сеть метеорологического наблюдения. Международное название спутника: Elektro-L / GOMS (сокр. Geostationary Operational Meteorological Satellite).
Первый из спутников, «Электро-Л» № 1 (GOMS-2), заменил в орбитальной позиции 76° в. д. КА «Электро» (GOMS-1), прекративший работу в 1998 году.
С 2016 года в этой точке находится аналогичный спутник «Электро-Л» № 2 (GOMS-3), запущенный 11 декабря 2015 года.
КА «Электро-Л» № 3 (GOMS-4) успешно выведен на целевую орбиту 24 декабря 2019 года в позицию 168 в. д. В июне 2020 года КА № 2 перемещён в орбитальную позицию 14 з. д.. Лётные испытания КА № 3 завершены в ноябре 2020 года в орбитальной позиции 76. в. д.
КА «Электро-Л» № 4 (GOMS-5) успешно выведен на целевую орбиту 5 февраля 2023 года в позицию 168 в. д.

## Предназначение
Космический комплекс (КК) «Электро-Л» был разработан для замены КА «Электро» (GOMS-1) и в основном служит для тех же целей, что и предшественник. КК «Электро-Л» предназначен для обеспечения Росгидромета оперативной информацией для анализа и прогноза погоды, изучения состояния акваторий морей и океанов, мониторинга условий для полётов авиации, а также изучения состояния ионосферы и магнитного поля Земли. Кроме того, КК способен вести мониторинг климата и глобальных изменений, вести контроль за чрезвычайными ситуациями и проводить экологический контроль окружающей среды.
Для достижения этих целей аппараты серии «Электро-Л» снабжены оборудованием для проведения многоспектральной съёмки Земли в видимом и инфракрасном диапазонах с разрешением 1 км и 4 км соответственно с периодичностью 30 минут. При необходимости периодичность съёмки может быть уменьшена до 10—15 минут.
Также с помощью гелиогеофизического аппаратурного комплекса ГГАК-Э КК «Электро-Л» способен собирать данные о гелиогеофизической обстановке на высоте орбиты КА для решения задач гелиогеофизического обеспечения.
В дополнение на спутнике установлена аппаратура для ретрансляции полученной информации, а также приёма и ретрансляции данных от автономных метеорологических платформ и сигналов аварийных буев системы КОСПАС-SARSAT.
Предполагалось, что спутник Электро-Л № 1 проработает на орбите не менее 10 лет.

## История создания
Предшественник КК «Электро-Л», КА «Электро», являлся частью международной метеорологической сети, действующей под эгидой Всемирной метеорологической организации и её координирующего органа КГМС (Координационная группа по метеорологическим спутникам, англ. Coordination Group for Meteorological Satellites ). Эта группа появилась на свет 19 сентября 1972 года, когда представители Европейской организации космических исследований, Японии, Соединенных Штатов Америки, а также наблюдатели от Всемирной метеорологической Организация (ВМО) и Объединённого центра планирования глобальной программы исследований атмосферы (англ. Joint Planning Staff for the Global Atmosphere Research Programme) встретились в Вашингтоне, чтобы обсудить вопросы совместимости геостационарных метеорологических спутников. Кроме того, позднее в зону ответственности КГМС были добавлены и спутники на полярных орбитах.
Принципы КГМС подразумевают, что информация со спутников, находящихся в сети, распространяется на добровольной и безвозмездной основе. Первые спутники, вошедшие в глобальную метеорологическую сеть GOES, были запущены США в 1977 году. За ними последовали спутники ЕКА (Meteosat) и Японии (Himawari (GMS)). Позже к ним присоединились метеоспутники Индии (Insat, Metsat) и Китая (FY-2).
После прекращения работы в 1998 году КА «Электро» Россия осталась без геостационарного сегмента метеорологических спутников (последний из высокоэллиптических спутников Метеор первого поколения проработал до 2005 года). Поэтому уже в 2000—2001 годах в НПО имени Лавочкина под руководством главного конструктора Владимира Евгеньевича Бабышкина началось проектирование КА второго поколения «Электро-Л», вывод которого на орбиту был изначально запланирован на 2006 год. Тем не менее, реальные работы по аппарату начались только с началом постоянного финансирования в 2005—2007 годах, когда комплекс «Электро-Л» был включён в Федеральную космическую программу России на 2006—2015 годы.
Дальнейшее развитие спутников «Электро-Л» это группа из двух спутников «Арктика-М» для работы на высоко эллиптической (полярной) орбите «Молния» и съёмки приполярных областей.

## Устройство
КА «Электро-Л» состоит из трёх частей: модуля полезной нагрузки, именуемого «Комплексом целевой аппаратуры», модуля служебных систем и адаптера для крепления к ракете-носителю.

### Базовый модуль служебных систем
В качестве платформы «Электро-Л» использует новую унифицированную спутниковую платформу НПО имени Лавочкина «Навигатор», разрабатываемую с 2005 года. Стартовая масса аппарата — 1797 кг (сухая масса 1440 кг + 357 кг гидразина), срок активного существования — 10 лет.
Система электропитания состоит из одного фотоэлектрического генератора площадью 8,17 м² и КПД 26,8 %, разработанного в ИСС имени академика М.Ф. Решетнёва на основе трёхкаскадных элементов из арсенида галлия производства ОАО «Сатурн». Также в систему входит никель-водородная аккумуляторная батарея 30НВ-70А, ёмкостью 70 А·ч со средним напряжением разряда 35 В, обеспечивающая мощность 1700 Вт. Батарея также произведена в НПО «Сатурн», а комплекс автоматики и стабилизации СЭС — в НПЦ «Полюс».
Спутник оборудован трёхосной системой ориентации, в состав которой входят гироскоп, три звёздных и два солнечных датчика, а также маховики. Система обеспечивает точность наведения полезной нагрузки 1-2' и амплитуду стабилизации 2,5". Бортовой комплекс управления создан в МОКБ «Марс».
Телеметрическая система производства ижевского радиозавода и командно-измерительная система, разработанная в ОАО «Российские космические системы», обеспечивают передачу телеметрических данных, приём команд управления и измерение параметров орбиты по радиолинии в диапазонах частот 5,7 ГГц (Земля-Спутник) и 3,4 ГГц (Спутник-Земля).
Двигательная установка (ДУ) коррекции и стабилизации КК «Электро-Л» разработана в НПО имени С. А. Лавочкина и состоит из 8 ЖРД ТК500М, тягой 5 Н и 16 ЖРД К50-10.1 тягой 0,5 Н. Двигатели для ДУ произведены в НПО «Факел» в Калининграде. Запас топлива для ДУ составляет 357 кг (используется гидразин).
Кроме того, В НПО имени С. А. Лавочкина разработаны сама унифицированная платформа «Навигатор», выполненная в негерметичном исполнении, а также система терморегулирования, антенно-фидерная система и бортовая кабельная сеть.

### Комплекс целевой аппаратуры
Масса комплекса целевой аппаратуры составляет 550 кг и в его состав входят следующие системы:
| Многозональное сканирующее устройство гидрометеорологического обеспечения (МСУ-ГС) | «Российские космические системы» | - зона обзора — видимый диск Земли (20°х20°) - 3 канала видимого диапазона (ВД), 7 каналов инфракрасного (ИК) диапазона - разрешение — ВД — 1 км, ИК — 4 км - периодичность съёмки — 30 мин (в автоматическом режиме), 10-15 мин (по командам с Земли) |
| Гелиогеофизический аппаратурный комплекс (ГГАК-Э)                                  | «Российские космические системы» | 7 различных специализированных сенсоров: - спектрометры и детекторы электронов и протонов с энергиями от 0,05 до 600 МэВ; - измерители солнечной постоянной, рентгеновского и ультрафиолетового излучения Солнца; - измеритель вектора магнитного поля Земли. |
| Бортовой радиотехнический комплекс (БРТК)                                          | «Российские космические системы» | Служит для передачи на Землю изображений (7,5 ГГц, до 30,72 Мбит/с) и данных ГГАК-Э, производит ретрансляцию и обмен метеоинформацией, сбор и передачу на Землю данных с платформ сбора данных, а также ретрансляцию сигналов аварийных буев системы Коспас-Сарсат. Частоты: - передача: 7,5 ГГц (X-диапазон), 1,697 ГГц, 1,692 ГГц, 1,54 ГГц (L-диапазон) - приём: 8,2 ГГц (X-диапазон), 466 МГц, 406 МГц, 402 МГц (UHF-диапазон) |
| Бортовая система сбора данных (БССД)                                               | «Российские космические системы» | Служит для сбора и накопления данных от МСУ-ГС, ГГАК-Э и их последующую передачу (до 30,72 Мбит/с) в БРТК. Ёмкость памяти БССД — 650 Мбайт. |

## Список запусков
| Электро       | GOMS-1 | 31 октября 1994 | Байконур 81   | 76° 50' в. д.                    | 1994-069A | 23327 | Предшественник Электро-Л. Миссия была полностью прекращена в ноябре 2000 года. |
| Электро-Л № 1 | GOMS-2 | 20 января 2011  | Байконур 45/1 | 14.5° з. д.                      | 2011-001A | 37344 | Связь потеряна.                                                                |
| Электро-Л № 2 | GOMS-3 | 11 декабря 2015 | Байконур 45/1 | 76° в. д., с 2020 — 14,5° з. д.  | 2015-074A | 41105 | Передан в опытную эксплуатацию в 2016 году.                                    |
| Электро-Л № 3 | GOMS-4 | 24 декабря 2019 | Байконур 81   | 165.8° в. д., с 2020 — 76° в. д. | 2019-095A | 44903 | Передан в эксплуатацию в 2020 году.                                            |
| Электро-Л № 4 | GOMS-5 | 5 февраля 2023  | Байконур 81   | 165.8° в. д.                     | 2023-016A | 55506 | Передан в эксплуатацию в мае 2023 года.                                        |
| Электро-Л № 5 |        | 2025            | Байконур      | 119° в. д.                       |           |       | Заключён государственный контракт. Изготавливаются функциональные узлы.        |
| Электро-М № 1 |        | после 2030      |               |                                  |           |       |                                                                                |

## Эксплуатация КА № 1

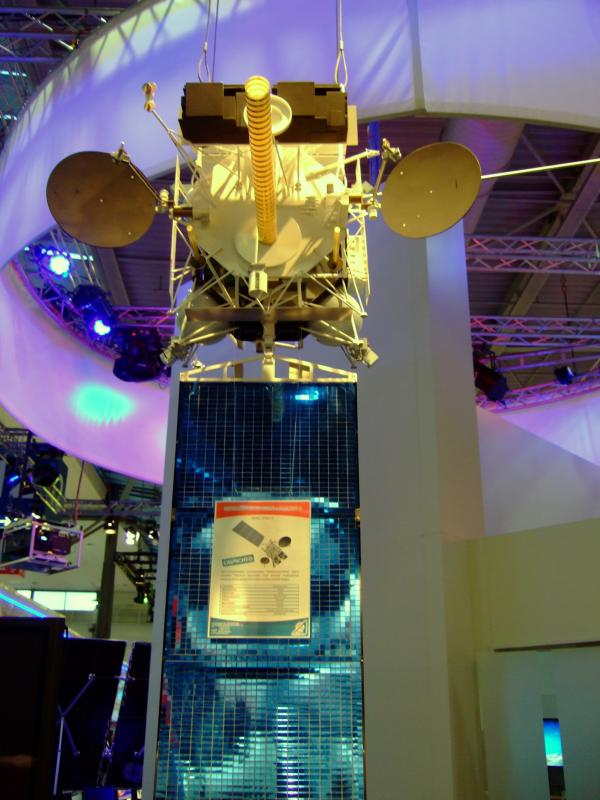
Модель спутника Электро-Л на CeBIT 2011

Хотя изначально запуск первого спутника серии «Электро-Л» № 1 (GOMS-2) планировался в 2006 году, пуск РН «Зенит-2SБ» с РБ «Фрегат-SБ» и КА «Электро-Л» был успешно произведён 20 января 2011 года.
26 февраля 2011 года в 14:30 произведена успешная съёмка Земли в 10 спектральных каналах.
В августе 2011 года космический аппарат завершил стадию лётных испытаний и передан в опытную эксплуатацию.

В апреле 2012 года Электро-Л сделал снимок Земли с беспрецедентным разрешением. В отличие от большинства спутниковых снимков Земли, это изображение не было собрано или превращено в цифровую модель из нескольких фрагментов. Это одна-единственная фотография размером в 121 мегапиксел и одно из самых детализированных изображений Земли, полученных метеорологическим зондом. Разрешение — 1 км на пиксел.
С июня 2011 года проводятся регулярные съёмки земли с получасовым темпом. Данные снимки доступны на сайтах НИЦ Планета Росгидромета и НЦ оперативного мониторинга Земли Роскосмоса.
31 марта 2014 года у спутника «Электро-Л» возникли проблемы с системой ориентации и стабилизации, вследствие чего ухудшилась точность стабилизации КА относительно заданной ориентации.
C конца октября 2014 года разработчикам удалось стабилизировать аппарат для работы в сокращённом режиме. В дневное время прибор МСУ-ГС на «Электро-Л» № 1 осуществляет до 11 включений и съёмок Земли с интервалом в 30 минут.
В 2016 году спутник переводится в 14 з. д., а на его прежнем месте будет работать «Электро-Л» № 2, запущенный в декабре 2015 года.
5 октября 2016 года связь с КА «Электро-Л» № 1 была потеряна.

## Эксплуатация КА № 2
КА «Электро-Л» № 2 (GOMS-3) запущен 11 декабря 2015 года с помощью РН «Зенит-2SБ».
К середине января 2016 года приведён в точку стояния 77,8° в. д..
21 января 2016 получены первые снимки.
В конце 2016 года были завершены лётные испытания и спутник переведён в заданную точку стояния 76° в. д..
В июне 2017 года Научный центр оперативного мониторинга земли (НЦОМЗ) создал публичный сайт для оперативной работы со снимками «Электро-Л» № 2.
В июне 2020 года начат перевод КА в точку стояния 14 з. д.
Текущая орбитальная позиция 14 з. д.. Снимки с КА доступны на сайте НЦ ОМЗ — .

## Эксплуатация КА № 3

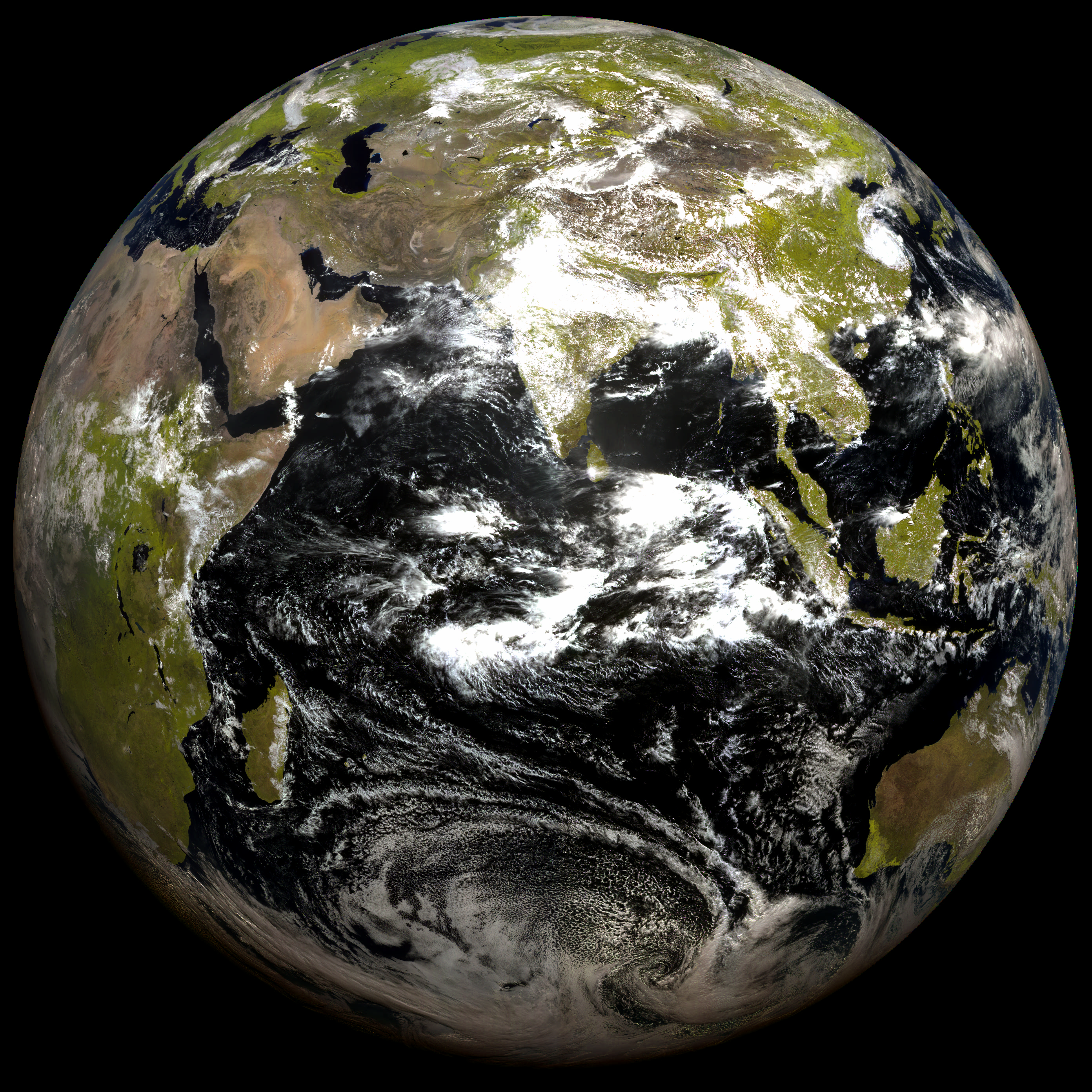
Фото с «Электро-Л» № 3, 2025

КА «Электро-Л» № 3 (GOMS-4) запущен 24 декабря 2019 года с помощью РН «Протон-М».
В феврале 2020 КА приведён в точку стояния 165 в. д.
7 февраля 2020 года получены первые снимки Земли в рамках лётных испытаний в видимом и ИК-диапазонах.
5 июля 2020 года был выдан импульс коррекции, завершивший перевод аппарата «Электро-Л» № 3 в окрестность точки стояния 76° в. д. на геостационарной орбите.
6 июля 2020 года начаты проверки функционирования целевой аппаратуры космического аппарата в точке 76 в. д..
В ноябре завершены лётные испытания КА.
Текущая орбитальная позиция 76 в. д.
Публикуется архив снимков с Электро-Л № 3.

## Эксплуатация КА № 4
КА «Электро-Л» № 4 (GOMS-5) запущен и выведен на орбиту 5 февраля 2023 года с помощью РН «Протон-М». В конце мая того же года завершились испытания спутника на орбите, после чего он начал использоваться по целевому назначению.

## Развитие платформы
КА «Электро-Л» № 5 находится в производстве с ожидаемым запуском после 2024 года.
Федеральным космическим агентством произведён заказ ещё двух КА для запуска их на высокоэллиптическую орбиту с обозначением проекта «Арктика-М». В данных КА запланировано использование двух КА на 12-часовой орбите для обеспечения регулярной съёмки приполярных областей.